# برادي سميث
برادي سميث (بالإنجليزية: Brady Smith)‏ (10 أغسطس 1989 بغوسفورد في أستراليا - ) هو لاعب كرة قدم أسترالي في مركز الهجوم. لعب مع سنترال كوست مارينرز وCentral Coast United FC ‏ وCentral Coast Mariners Academy ‏.

## وصلات خارجية
- برادي سميث على موقع قاعدة بيانات كرة القدم.إي يو (الإنجليزية)